# Драйвер (фильм)
«Драйвер» (англ. Jackdaw) — британский экшн-триллер 2023 года с Оливером Джексоном-Коэном и Дженной Коулман в главных ролях. Режиссёрский дебют в полнометражном кино телережиссёра Джейми Чайлдса, снявшего ряд эпизодов сериалов «Доктор Кто», «Тёмные начала» и «Песочный человек».
Премьера фильма состоялась на Fantastic Fest в Техасе 22 сентября 2023 года, а в Великобритании он был выпущен 26 января следующего года. Премьера в России — 18 мая 2024 года.

## Сюжет
Действие происходит в Хартлпуле на северо-востоке Англии в течение одной ночи. Джек, бывший чемпион по мотокроссу и отставной военый, для которого настали тяжёлые времена (Джексон-Коэн), соглашается забрать посылку в Северном море, но это решение может иметь серьезные последствия для его семьи.
Когда его брат исчезает, он оказывается втянутым в головокружительную и жестокую гонку на своём верном мотоцикле по ночному преступному миру северной Англии.

## В ролях
- Оливер Джексон-Коэн — Джек
- Дженна Коулман — Бо
- Томас Тургус — Крейг
- Рори Макканн — Армстронг
- Джо Блейкмор — Сайлас
- Леон Харроп — Саймон
- Рошель Голди — Миа

## Производство
Основные съёмки проходили в Хартлпуле в феврале 2023 года. Режиссёр Джейми Чайлдс вырос в графстве Дарем и воплотил своё желание продемонстрировать северо-восточный регион в своём фильме. Места съёмок также включают долину Тис, окрестности Сил-Сэндс, Нанторпа, Редкара и Северного моря.

## Восприятие
На сайте-агрегаторе рецензий Rotten Tomatoes 69 % из 16 рецензий критиков являются положительными со средней оценкой 6,2/10.
Автор The Times Кевин Махер оценил «Драйвера» на 2 балла по пятибалльной шкале. По его мнению, «хотя фильм неизменно демонстрирует захватывающие образы, он кажется при этом пустой показухой». Питер Брэдшоу поставил фильму единицу. По его мнению, «экшн-сцены безжизненные и зачастую просто утомительные, персонажи инертны и неубедительны, игра актёров какая-то кататонически деревянная». Джон Ньюджент (Empire Magazine) похвалил режиссуру Чайлдса и отметил у того большие перспективы. Ньюджент достаточно высоко оценил исполнительское мастерство Джексона-Коэна, в то время как остальные актёры оставили у него смешанные чувства.